# Helikopterulykken ved Turøyna
Helikopterulykken ved Turøyna (flight HKS241) fandt sted den 29. april 2016, lidt før klokken 12 lokal tid. En Eurocopter EC225 Super Puma fra flyselskabet CHC Helikopter Service styrtede ned ved Skitholmen syd for Øygarden kommune, ved øen Turøyna i den nordlige del af Fjell kommune i Hordaland. Alle ombordværende, 11 passagerer og to besætningsmedlemmer, omkom.

## Ulykken
Helikopteren, en model Eurocopter EC225LP Super Puma fabrikeret af franske Airbus Helicopters, var på vej fra boreplatformen Gullfaks B i Gullfaksfeltet i Nordsøen til Bergen lufthavn, Flesland med 13 personer om bord.
Da helikopteren havde ca. fem minutter til Flesland begyndte den at blive ustabil, hvorefter rotoren løsnede sig, og den faldt omtrent 640 meter. Rotoren blev fundet på en holm, mens selve helikopterkabinen blev fundet i havet på fem til syv meters dybde. En amatørvideo vist på TV 2 Norge viste at helikopterens hovedrotor fløj gennem luften.

## Forulykkede
Af de 13 som befandt sig om bord var elleve nordmænd, én brite og én italiener.